# Robert F. Chew
Robert Francell Chew (* 28. Dezember 1960 in Baltimore, Maryland; † 17. Januar 2013 ebd.) war ein US-amerikanischer Schauspieler. Einem breiteren Publikum war er durch seine Rolle des Proposition Joe in der Serie The Wire bekannt.

## Leben
Chew besuchte die Patterson High School und studierte an der Morgan State University. Seit den 1980er Jahren war er in der Theaterszene in und um Baltimore aktiv. Ferner arbeitete Chew als Lehrer und Mentor für Kinder- und Jugendschauspieler im Rahmen der Baltimore’s Arena Players und dem dazugehörigen Arena Players Youth Theatre.
1997 trat er erstmals als Schauspieler in Erscheinung und war in zwei Folgen der Serie Homicide zu sehen. Drei Jahre später folgte ein Auftritt in der Miniserie The Corner. In den Jahren 2002 bis 2008 war in der Serie The Wire zu sehen. 2004 kam es zu einer kleinen Rolle in Ein Werk Gottes. Posthum erschien 2014 der Film Jamesy Boy, in dem Chew einen kleinen Auftritt hatte. 
Chew starb im Alter von 52 Jahren im Schlaf an Herzversagen.